# 北海道企業局
北海道企業局（ほっかいどうきぎょうきょく）は、北海道が設置する地方公営企業。
1964年（昭和39年）4月に北海道商工部（現経済部）が所管していた電気事業と工業用水道事業を、地方公営企業法に基づき新たに設置して移管したことに始まる。1967年（昭和42年）から1984年（昭和59年）までは支笏湖畔有料道路の有料道路事業、1969年（昭和44年）から1996年（平成8年）までは苫小牧東部工業用地等の工業団地開発事業も行っていた。

## 電気事業

### 水力発電
下記の発電所において水力発電を行っており、発電した電力は北海道電力へ卸供給している。
| 発電所名         | 所在地                     | 発電開始年月 | 最大出力（kw） |
| ---------------- | -------------------------- | ------------ | -------------- |
| 鷹泊発電所       | 深川市鷹泊2404番地先       | 1953年2月    | 5,700          |
| ポンテシオ発電所 | 士別市朝日町茂志利4881番地 | 1983年6月    | 11,000         |
| 岩尾内発電所     | 士別市朝日町登和里3739番地 | 1970年12月   | 13,000         |
| 二股発電所       | 夕張市南部青葉町           | 1960年12月   | 14,700         |
| 清水沢発電所     | 夕張市清水沢清栄町         | 1940年5月    | 3,400          |
| 滝の上発電所     | 夕張市滝ノ上5番地          | 1925年1月    | 2,340          |
| 滝下発電所       | 夕張郡栗山町滝下176番地    | 1992年4月    | 16,600         |
| 川端発電所       | 夕張郡栗山町滝下53番地     | 1962年12月   | 4,200          |
| シューパロ発電所 | 夕張市南部青葉町           | 2015年4月    | 26,600         |

### 風力発電
下記の施設にて風力発電を行い主に近隣の養護学校で使用されていたが、2008年11月落雷による罹災のため2009年6月に廃止された。
| 発電所名             | 所在地                      | 発電開始年月 | 廃止年月  | 最大出力（kw） |
| -------------------- | --------------------------- | ------------ | --------- | -------------- |
| 小平オンネ風力発電所 | 留萌郡小平町字鬼鹿田代570-5 | 2001年4月    | 2009年6月 | 500            |

## 工業用水道事業
下記の4施設で工業用水道事業を行っており、工業地域内の工場などに工業用水を供給している。
| 工業用水道名             | 工業用水道名             | 給水区域                 | 給水開始年月 | 給水能力（m3/日） |
| ------------------------ | ------------------------ | ------------------------ | ------------ | ----------------- |
| 室蘭地区工業用水道       | 室蘭地区工業用水道       | 室蘭市、登別市           | 1967年11月   | 115,000           |
| 苫小牧地区工業用水道     | 第一施設                 | 苫小牧市、厚真町、安平町 | 1970年4月    | 200,000           |
| 苫小牧地区工業用水道     | 第二施設                 | 苫小牧市、厚真町、安平町 | 1979年4月    | 200,000           |
| 石狩湾新港地域工業用水道 | 石狩湾新港地域工業用水道 | 小樽市、石狩市、札幌市   | 1999年4月    | 12,000            |

## 事業所所在地
- 北海道企業局（本局） - 札幌市中央区北3条西7丁目道庁別館
  - 鷹泊発電管理事務所 - 深川市鷹泊2404番地先
  - 夕張川発電管理事務所 - 夕張市沼の沢229
    - 清水沢発電事務所 - 夕張市清水沢清栄町

  - 室蘭地区工業用水道管理事務所 - 登別市川上町308-60
  - 苫小牧地区工業用水道管理事務所 - 苫小牧市あけぼの町5丁目1-1
  - 石狩湾新港地域工業用水道管理事務所 - 札幌市中央区北3条西7丁目道庁別館
    - 中沼浄水場 - 札幌市東区中沼町44-2